# Torbjörn Lantz
Oskar Torbjörn Lantz, född 1 december 1947 i Uppsala domkyrkoförsamling, är en svensk sångare av visor och kristen musik samt pastor.
Torbjörn Lantz har gett ut ett flertal skivor och medverkat i såväl radio som TV. Han var med i samtliga tre säsonger av den kristna programserien Minns du sången, som sändes av SVT 1999, 2000 och 2001.
Han har också varit pastor och församlingsföreståndare i Falköpings missionsförsamling fram till 2013 och därmed också verkat vid Mössebergsgården på orten.
Han är sedan 1968 gift med Birgitta Lantz (född 1942).

## Diskografi i urval
- 1973 – Långt bortom rymden vida
- 1974 – Han är min sång och min glädje
- 1976 – Se mot himlen
- 1977 – Lägerlåtar, tillsammans med Rutger Gunnarsson
- 1979 – Vilken vän!, tillsammans med Sunrays
- 1982 – Sånger om rättvisa och fred
- 1984 – Jag tycker om dej
- 1985 – På begäran
- 1996 – Nu är det härligt att leva
- 2000 – De sjungande stenarna – 24 av de mest önskade psalmerna
- 2000 – Psalmer vid begravning